# Société internationale des études pratiques d'économie sociale
La Société internationale des études pratiques d'économie sociale est une société savante fondée en 1856 par Pierre-Guillaume-Frédéric Le Play. 

## Présentation
La société d'économie sociale est fondée en 1856. Elle connaît une scission en 1886 autour d'Edmond Demolins. L'une publie La Réforme sociale, l'autre publie La Science sociale. Ces deux branches, fusionnent pour créer une nouvelle revue, Les Études sociales en 1935, puis fusionnent en la Société d'économie et de sciences sociales en 1945.

## La première génération de membres (1856-1864): prosopographie
Liste alphabétique établie par Stéphane Baciocchi et Antoine Savoye.

## Sources et matériaux d'enquête

### Définition de la population de référence
Société internationale des études pratiques d'économie sociale, But et moyens d’action – fondation – statuts, Paris, mars 1857, 17 p.
Société internationale des études pratiques d'économie sociale, « Avertissement », Ouvriers des deux mondes. Études sur la vie domestique et la condition morale des populations ouvrières des diverses contrées et sur les rapports qui les unissent aux autres classes, publiée sous forme de monographies, par la Société internationale des études pratiques d'économie sociale, tome 2, Paris, au siège de la Société internationale, 1858, p. 4-8
Société internationale des études pratiques d'économie sociale, « Liste générale des membres de la Société internationale des études pratiques d'économie sociale », Ouvriers des deux mondes…, tome 3, Paris, au siège de la Société internationale, 1861, p. 15-24
Société internationale des études pratiques d'économie sociale, « Liste supplémentaire des membres admis dans la société, durant la session 1860-1861, jusqu'au 17 mars 1861 », Ouvriers des deux mondes…, tome 3, Paris, au siège de la Société internationale, 1861, p. 24 bis - 24 ter
Société internationale des études pratiques d’économie sociale, « Liste générale des membres de la Société d’économie sociale, au 1er août 1863 », Ouvriers des deux mondes…, tome 4, Paris, au siège de la Société d’économie sociale, 1863, p. 463-476
Comité d’administration de la Société internationale des études pratiques d’économie sociale (1857-1863) in Almanach impérial pour M.D.CCC.LVII, présenté à Leurs Majestés, Paris, chez A. Guyot et Scribe, 1857, p. 1116
Almanach impérial pour M.D.CCC.LVIII, présenté à Leurs Majestés, Paris, chez A. Guyot et Scribe, 1858, p. 1120
Almanach impérial pour M.D.CCC.LIX, présenté à Leurs Majestés, Paris, chez A. Guyot et Scribe, 1859, p. 1131
Almanach impérial pour M.D.CCC.LX, présenté à Leurs Majestés, Paris, chez A. Guyot et Scribe, 1860, p. 1093
Almanach impérial pour M.D.CCC.LXI, présenté à Leurs Majestés, Paris, chez A. Guyot et Scribe, 1861, p. 1098
Almanach impérial pour M.D.CCC.LXII, présenté à Leurs Majestés, Paris, chez A. Guyot et Scribe, 1862, p. 1123

## Publications
- Edmond Demolins (rédacteur en chef), La Réforme sociale, publiée par un groupe d'économistes avec le concours de la Société d'économie sociale, de la Société bibliographique, des Unions de la paix sociale, Paris, bureaux de la Réforme sociale, 1881-1930 (BNF 34437842, lire en ligne)